# Aukusti Niemi
Aukusti Robert Niemi, född 25 juli 1869 i Lemo, död 28 oktober 1931 i Helsingfors, var en finländsk folklorist.
Niemi var sekreterare i Finska litteratursällskapet 1900-09, docent vid universitetet i Helsingfors 1899-1917, från 1918 extraordinarie professor och från 1930 ordinarie professor i finsk och jämförande folkdiktsforskning. Han blev 1923 hedersdoktor vid universitetet i Kaunas. Niemi utförde bland annat undersökningar av Kalevalas komposition (Kalevalan kokoonpano 1898) samt samlingar och studier av finska, estniska och litauiska folkvisor.